# Municipio de Fannett
El municipio de Fannett (en inglés: Fannett Township) es un municipio ubicado en el condado de Franklin en el estado estadounidense de Pensilvania. En el año 2000 tenía una población de 2.370 habitantes y una densidad poblacional de 5.2 personas por km².

## Geografía
El municipio de Fannett se encuentra ubicado en las coordenadas 40°13′00″N 77°36′59″O / 40.21667, -77.61639.

## Demografía
Según la Oficina del Censo en 2000 los ingresos medios por hogar en la localidad eran de $35,179 y los ingresos medios por familia eran de $38,250. Los hombres tenían unos ingresos medios de $27,309 frente a los $21,452 para las mujeres. La renta per cápita de la localidad era de $14,915. Alrededor del 20,3% de la población estaba por debajo del umbral de pobreza.